# Président pro tempore du Sénat des États-Unis
 (juin 2023).
Si vous disposez d'ouvrages ou d'articles de référence ou si vous connaissez des sites web de qualité traitant du thème abordé ici, merci de compléter l'article en donnant les références utiles à sa vérifiabilité et en les liant à la section « Notes et références ».
Le président pro tempore du Sénat des États-Unis (en anglais : President pro tempore of the United States Senate) est le sénateur de plus haut rang et le deuxième plus important personnage du Sénat après le vice-président des États-Unis qui en est le président ex officio. C’est en l'absence de ce dernier que le président pro tempore préside la chambre haute.
L'actuel titulaire de la fonction est le républicain Chuck Grassley depuis le 3 janvier 2025.

## Rôle
En temps ordinaire, ni le vice-président des États-Unis, ni le président pro tempore ne président effectivement les sessions du Sénat, à l’exception d’événements particuliers : cette tâche est en général déléguée à de jeunes sénateurs du parti majoritaire. Après le vice-président des États-Unis et le président de la Chambre des représentants, le président pro tempore est troisième dans l'ordre de succession à la présidence des États-Unis.
Le salaire annuel du président pro tempore pour 2006 était de 183 500 $.

## Élection
Le président pro tempore est élu par le Sénat parmi ses membres ; l'élection en réalité n'est qu'une formalité puisque la tradition veut qu'il (ou elle) soit le doyen de fonction du parti majoritaire de cette assemblée,.
Le président pro tempore du Sénat est élu par résolution adoptée par consensus général sans que l'on procède à aucun scrutin.

### President pro tempore emeritus
Depuis 2001, le titre honorifique de président pro tempore emeritus a été donné aux sénateurs de la minorité qui ont été précédemment présidents pro tempore. Depuis 2025, ce titre est porté à Patty Murray qui a occupé la fonction entre 2023 et 2025.

## Historique
Le poste de président pro tempore a été institué par la Constitution des États-Unis. Le premier titulaire, John Langdon, a été élu le 6 avril 1789. Jusqu'aux années 1960, il était d'usage que le vice-président des États-Unis préside les séances quotidiennes du Sénat, de sorte que le président pro tempore occupait rarement cette fonction.
Entre 1792 et 1886, le président pro tempore du Sénat occupait la deuxième place dans l'ordre de succession présidentielle après le vice-président mais devant le président de la Chambre des représentants. Lorsque le président Andrew Johnson faillit être mis en accusation en 1868, le poste de vice-président était vacant, et le successeur désigné était donc le président pro tempore du Sénat, Benjamin Wade. Le radicalisme de Wade est considéré par de nombreux historiens comme la raison majeure pour laquelle le Sénat, qui ne voulait pas le voir à la Maison-Blanche, a acquitté Johnson. Le président pro tempore du Sénat et le président de la Chambre ont été retirés de l'ordre de succession en 1886, avant d'y être replacés en 1947. Toutefois, le président pro tempore du Sénat vient après le président de la Chambre des représentants.